# Mouais
Mouais est une commune de l'Ouest de la France, située dans le département de la Loire-Atlantique, en région Pays de la Loire.
Mouais fait partie de la communauté de communes du secteur de Derval et du Pays de Châteaubriant.
Ses habitants sont appelés les Mouaisiens.

## Géographie

### Situation

Situation de la commune de Mouais dans le département de la Loire-Atlantique.

Mouais est située dans le nord du département de la Loire-Atlantique, à 20 kilomètres au nord-ouest de Châteaubriant, à 46 km au sud de Rennes et à 54 km au nord de Nantes. Avec une superficie de 993 ha, c'est une des petites communes du département (taille moyenne : 3 083 ha). Les communes limitrophes sont Derval, Lusanger et Sion-les-Mines en Loire-Atlantique, Grand-Fougeray et La Dominelais en Ille-et-Vilaine.
| Grand-Fougeray | La Dominelais |                |
|                | Mouais        | Sion-les-Mines |
|                | Derval        | Lusanger       |

### Accès
La commune est traversée dans un axe nord-ouest/sud-est par la route départementale 123 ; dans un axe nord-est/sud-ouest, c'est la départementale 44. Ces deux voies se croisent au niveau du bourg de Mouais. Sur un axe nord/sud, jusqu'à la D 123, on trouve la D 52.

### Hydrographie
La commune est traversée par la rivière Chère, affluent de la Vilaine. celle-ci forme une partie de la limite entre Mouais et Derval.

### Climat
Pour des articles plus généraux, voir Climat des Pays de la Loire et Climat de la Loire-Atlantique.
En 2010, le climat de la commune est de type climat océanique altéré, selon une étude du CNRS s'appuyant sur une série de données couvrant la période 1971-2000. En 2020, Météo-France publie une typologie des climats de la France métropolitaine dans laquelle la commune est exposée à un climat océanique et est dans la région climatique  Bretagne orientale et méridionale, Pays nantais, Vendée, caractérisée par une faible pluviométrie en été et une bonne insolation. 
Pour la période 1971-2000, la température annuelle moyenne est de 11,9 °C, avec une amplitude thermique annuelle de 13,4 °C. Le cumul annuel moyen de précipitations est de 733 mm, avec 12,2 jours de précipitations en janvier et 5,8 jours en juillet. Pour la période 1991-2020, la température moyenne annuelle observée sur la station météorologique de Météo-France la plus proche, « La-Noe-Blanche », sur la commune de La Noë-Blanche à 14 km à vol d'oiseau, est de 12,2 °C et le cumul annuel moyen de précipitations est de 780,5 mm,. Pour l'avenir, les paramètres climatiques de la commune estimés pour 2050 selon différents scénarios d'émission de gaz à effet de serre sont consultables sur un site dédié publié par Météo-France en novembre 2022.

## Urbanisme

### Typologie
Au 1er janvier 2024, Mouais est catégorisée commune rurale à habitat dispersé, selon la nouvelle grille communale de densité à sept niveaux définie par l'Insee en 2022.
Elle est située hors unité urbaine et hors attraction des villes,.

### Occupation des sols
L'occupation des sols de la commune, telle qu'elle ressort de la base de données européenne d’occupation biophysique des sols Corine Land Cover (CLC), est marquée par l'importance des territoires agricoles (100 % en 2018), une proportion identique à celle de 1990 (100 %). La répartition détaillée en 2018 est la suivante : 
terres arables (48,4 %), zones agricoles hétérogènes (34,3 %), prairies (17,3 %). L'évolution de l’occupation des sols de la commune et de ses infrastructures peut être observée sur les différentes représentations cartographiques du territoire : la carte de Cassini (XVIIIe siècle), la carte d'état-major (1820-1866) et les cartes ou photos aériennes de l'IGN pour la période actuelle (1950 à aujourd'hui).

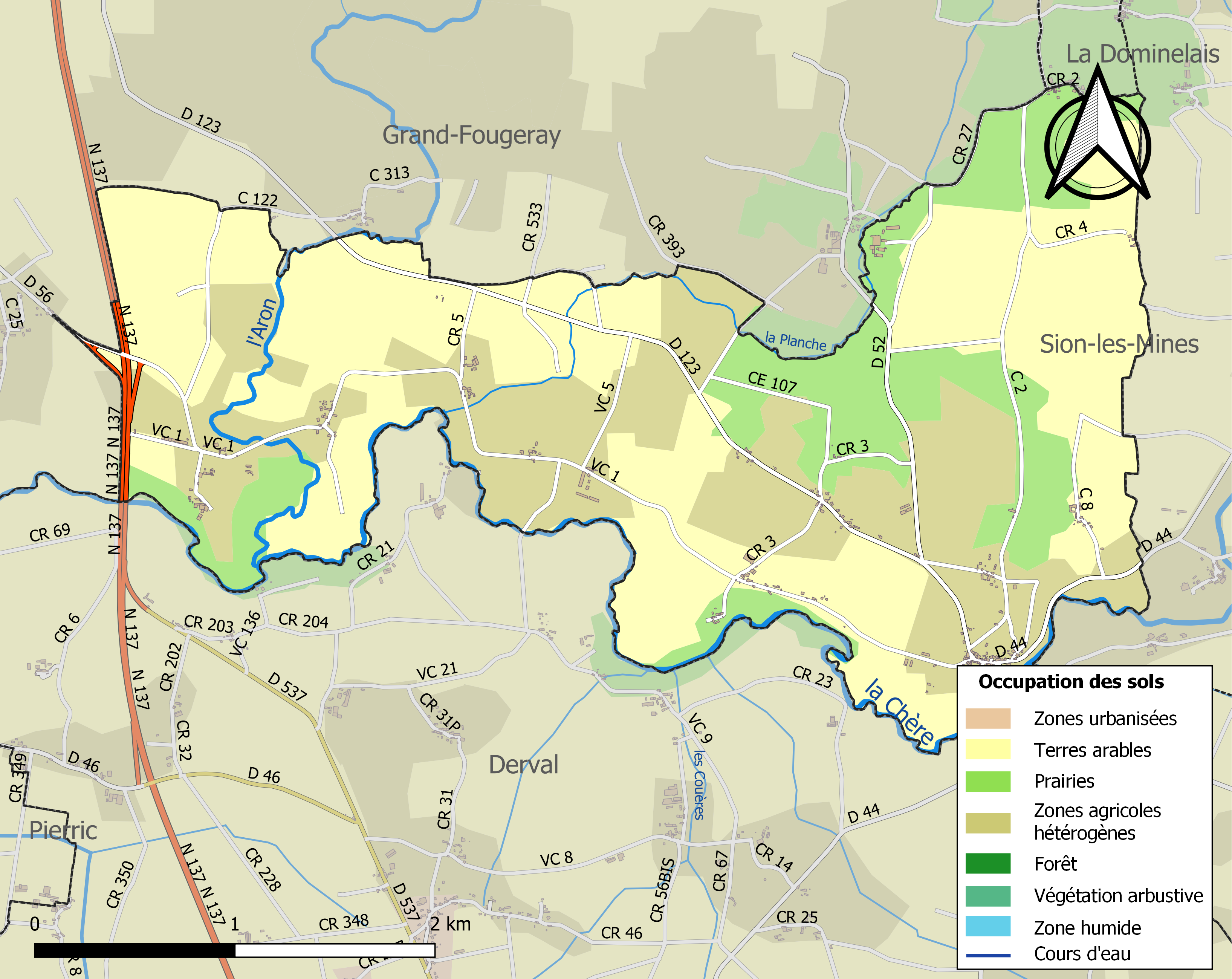
Carte des infrastructures et de l'occupation des sols de la commune en 2018 (CLC).

## Toponymie
Dans le cartulaire de Redon, Mouais est cité sous les formes Moue dans un texte des alentours de 860,  Moia, le 25 octobre 1062, et Moya en 1104. 
On trouverait dans les anciens titres Ecclesia Sanctissimœ-Trinitatis de Mouaya selon Ogée.  
La paroisse est nommée Mois dans le dénombrement du diocèse de Nantes du Nouveau dénombrement du royaume, par généralitez, élections, paroisses et feux, publié à Paris en 1720.
Il est possible que ce toponyme vienne de l'hagionyme Moë, à moins que ce ne soit le toponyme qui ait donné naissance à cet obscur saint breton.
Mouais possède un nom en gallo, la langue d'oïl locale : Mouae selon l'écriture ABCD, ou Mouâ ou Mouaï selon l'écriture MOGA. En gallo, le nom de la commune se prononce [mwɑ] ou [mwaj].

## Histoire
Comme tout le Castelbriantais, Mouais a fait partie de la zone de peuplement celte, puis de la zone gallo-romain. Elle est devenue bretonne avant d'être intégrée au royaume de France par le traité d'union de la Bretagne à la France en 1532.
On trouve un monastère créé par des moines bénédictins de l'Abbaye Saint-Sauveur de Redon en 864. Il est alors doté d'un territoire situé de part et d'autre de la rivière chère. Malgré l'éloignement du site des côtes et de la Loire, le monastère est tout de même pillé et anéanti par les Normands lors des invasions au Xe siècle. C'est en 1062 que l'évêque de Nantes, Quiriac, crée la paroisse en la donnant à l'abbé de Saint-Sauveur de Redon.
Un événement a lieu au XVe siècle, à la suite du décès de Le Clerc de La Fouaye, Pierre Le Maistre de La Garrelaye essaie d'obtenir le droit d'enfeu dans l'église de Mouais. Pour cela, il fait détruire les armes de la famille précédemment citée. Le seigneur de La Garrelaye sera jugé à Rennes le 6 avril 1494 pour cet acte.
En 1720, une Mouaisienne est emprisonnée pour avoir servi d'agent de liaison lors de la conspiration de Pontcallec, tentative de soulèvement d'origine anti-fiscale survenue en Bretagne. En 1754, la paroisse de Mouais est érigée en châtellenie.
En 2019, le territoire de la commune perd deux mille mètres carrés pour établir une limite territoriale plus cohérente pour le hameau du Lamberdais qui était à cheval sur Grand-Fougeray.

## Héraldique
| Blason | Blasonnement : De gueules à deux crosses adossées, surmontées d'une mitre d'évêque, le tout d'or. |

## Politique et administration
Mouais est située dans le canton de Guémené-Penfao, arrondissement de Châteaubriant, dans le département de la Loire-Atlantique (région Pays de la Loire). Comme pour toutes les communes françaises comptant entre 500 et 1 500 habitants, le Conseil municipal est constitué de quinze membres en 2011.

### Liste des maires

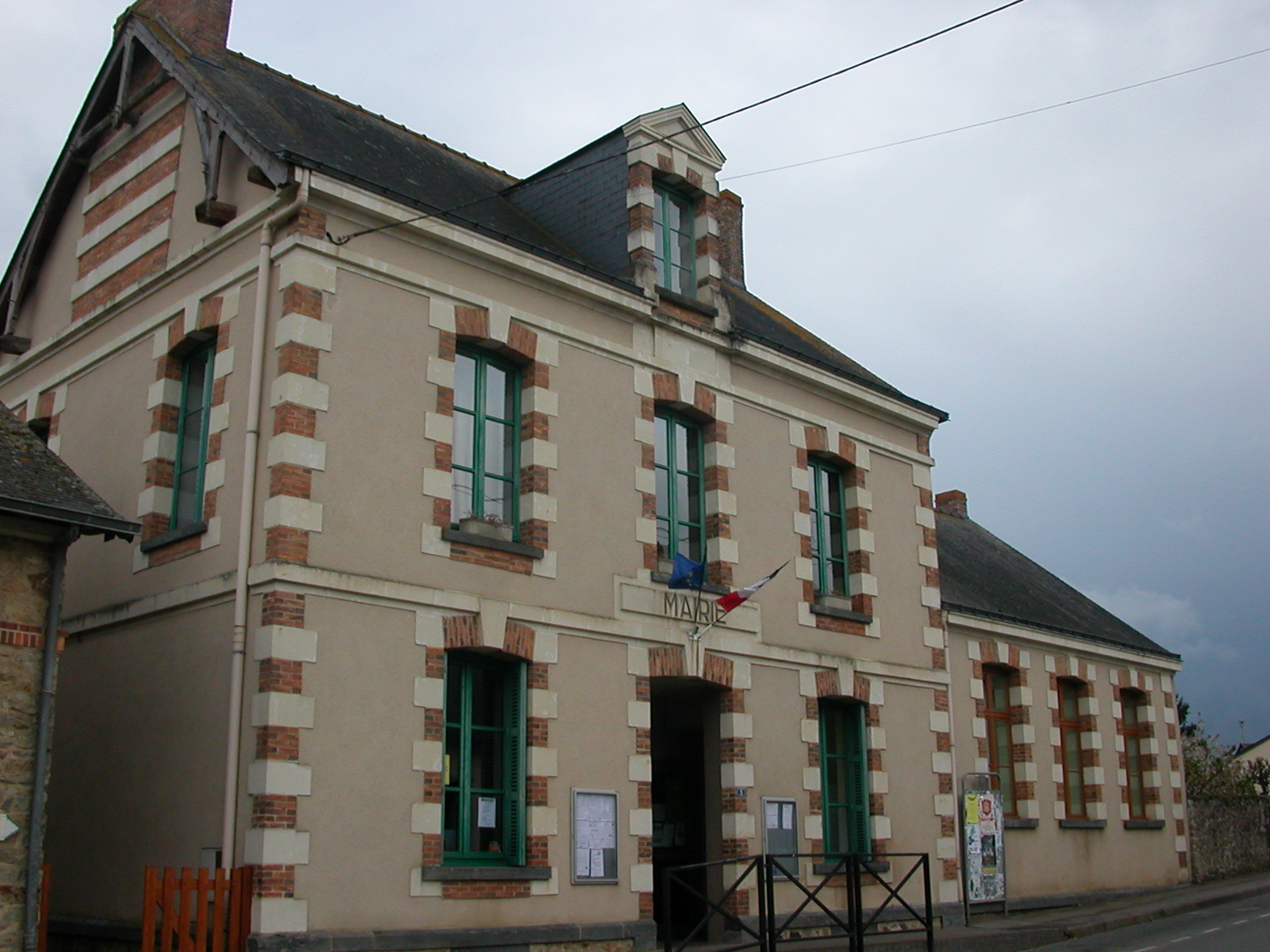
Mairie de Mouais.

| Période                                  | Période      | Identité        | Étiquette   | Qualité |
| ---------------------------------------- | ------------ | --------------- | ----------- | --- |
| Les données manquantes sont à compléter. |              |                 |             | |
|                                          | juin 1956    | Constant Gérard |             | Décédé en fonction |
| juillet 1956                             | juin 1995    | Germain Gautier |             | Maire honoraire |
| juin 1995                                | juillet 2017 | Yves Daniel     | DVG puis PS | Agriculteur Député (6e circ.) (2012 → 2022) Conseiller général de Derval (1998 → 2012) Vice-président du conseil général (2004 → 2012) |
| juillet 2017                             | En cours     | Yvan Ménager    | DVG         | Cadre commercial retraité, ancien premier adjoint                                                                                      |

### Intercommunalité
Mouais est membre de la communauté de communes du secteur de Derval, qui est constituée de sept communes regroupées autour de Derval.

## Population et société

### Démographie
Selon le classement établi par l'Insee, Mouais est une commune multipolarisée. Elle fait partie de la zone d'emploi de Châteaubriant et du bassin de vie de Derval. Elle n'est intégrée dans aucune unité urbaine. Toujours selon l'Insee, en 2010, la répartition de la population sur le territoire de la commune était considérée comme « peu dense » : 91 % des habitants résidaient dans des zones « peu denses »  et 9 % dans des zones « très peu denses ».
La commune de Mouais est la deuxième moins peuplée du département de la Loire-Atlantique.

#### Évolution démographique
L'évolution du nombre d'habitants est connue à travers les recensements de la population effectués dans la commune depuis 1793. Pour les communes de moins de 10 000 habitants, une enquête de recensement portant sur toute la population est réalisée tous les cinq ans, les populations de référence des années intermédiaires étant quant à elles estimées par interpolation ou extrapolation. Pour la commune, le premier recensement exhaustif entrant dans le cadre du nouveau dispositif a été réalisé en 2005.

En 2022, la commune comptait 356 habitants, en évolution de −7,29 % par rapport à 2016 (Loire-Atlantique : +6,68 %, France hors Mayotte : +2,11 %).
| 1793 | 1800 | 1806 | 1821 | 1831 | 1836 | 1841 | 1846 | 1851 |
| ---- | ---- | ---- | ---- | ---- | ---- | ---- | ---- | ---- |
| 489  | 444  | 414  | 454  | 478  | 466  | 501  | 467  | 502  |

| 1856 | 1861 | 1866 | 1872 | 1876 | 1881 | 1886 | 1891 | 1896 |
| ---- | ---- | ---- | ---- | ---- | ---- | ---- | ---- | ---- |
| 508  | 529  | 555  | 550  | 527  | 561  | 537  | 584  | 588  |

| 1901 | 1906 | 1911 | 1921 | 1926 | 1931 | 1936 | 1946 | 1954 |
| ---- | ---- | ---- | ---- | ---- | ---- | ---- | ---- | ---- |
| 574  | 585  | 546  | 534  | 512  | 511  | 484  | 431  | 398  |

| 1962 | 1968 | 1975 | 1982 | 1990 | 1999 | 2005 | 2006 | 2010 |
| ---- | ---- | ---- | ---- | ---- | ---- | ---- | ---- | ---- |
| 377  | 356  | 331  | 302  | 280  | 259  | 318  | 328  | 388  |

| 2015 | 2020 | 2022 | - | - | - | - | - | - |
| ---- | ---- | ---- | - | - | - | - | - | - |
| 384  | 365  | 356  | - | - | - | - | - | - |

#### Pyramide des âges
La population de la commune est relativement jeune.
En 2018, le taux de personnes d'un âge inférieur à 30 ans s'élève à 38,7 %, soit au-dessus de la moyenne départementale (37,3 %). À l'inverse, le taux de personnes d'âge supérieur à 60 ans est de 18,3 % la même année, alors qu'il est de 23,8 % au niveau départemental.
En 2018, la commune comptait 184 hommes pour 194 femmes, soit un taux de 51,32 % de femmes, légèrement inférieur au taux départemental (51,42 %).
Les pyramides des âges de la commune et du département s'établissent comme suit.
| Hommes | Classe d’âge | Femmes |
| ------ | ------------ | ------ |
| 0,6    | 90 ou +      | 1,1    |
| 3,9    | 75-89 ans    | 8,0    |
| 12,4   | 60-74 ans    | 10,7   |
| 20,2   | 45-59 ans    | 20,9   |
| 24,7   | 30-44 ans    | 20,3   |
| 15,2   | 15-29 ans    | 15,0   |
| 23,0   | 0-14 ans     | 24,1   |

| Hommes | Classe d’âge | Femmes |
| ------ | ------------ | ------ |
| 0,6    | 90 ou +      | 1,8    |
| 6      | 75-89 ans    | 8,6    |
| 15,1   | 60-74 ans    | 16,4   |
| 19,4   | 45-59 ans    | 18,8   |
| 20,1   | 30-44 ans    | 19,3   |
| 19,2   | 15-29 ans    | 17,4   |
| 19,5   | 0-14 ans     | 17,6   |

## Économie
L'économie de la commune est essentiellement tournée vers l'agriculture avec une dizaine d'exploitations. L'artisanat est aussi représenté.

## Vie locale
La commune possède quelques équipements communaux : on trouve une bibliothèque, des équipements sportifs tel un terrain de football et une salle des fêtes multifonction construite en paille et en bois appelée « La Paill'hôtes » et une salle municipale juxtaposée à la mairie. Aussi, une petite dizaine d'associations anime la vie locale.
La commune dépend de l'académie de Nantes. Pour l'enseignement élémentaire. Mouais dispose d'une école publique.
Il y a un médecin à Mouais. L'hôpital et les cliniques les plus proches se situent à Châteaubriant.

## Lieux et monuments

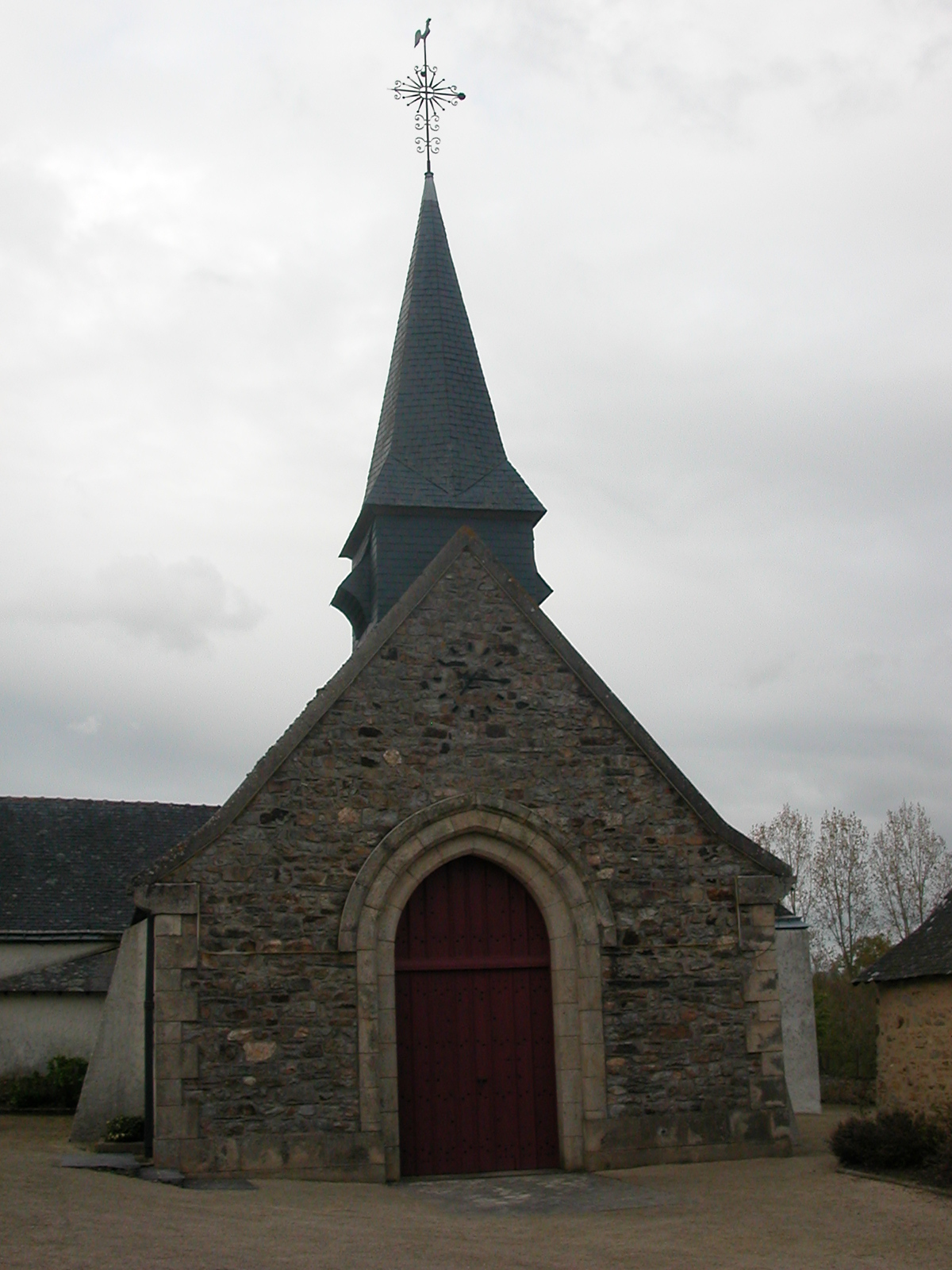
L'église paroissiale de Mouais.

La commune n'abrite pas de monuments ou de sites majeurs. Quelques monuments et sites pittoresques peuvent toutefois être mentionnés :
L'église paroissiale Notre-Dame de l'Assomption date du XIe siècle, elle connaît un agrandissement au cours du XVIe siècle puis une diminution lors de la seconde moitié du XXe siècle. L'intérieur de l'église a la particularité d'accueillir une poutre de gloire en son chœur datant du XXe siècle. Le clocher abrite aussi la plus vieille cloche du département datant du XVe siècle fondue par G. Jubier. À noter le plafond en fresque et de très belles sculptures de Jean Fréour.
L’église de Mouais contient une statue de marbre représentant St Roch, offerte par le Docteur Daguin (alors Conseiller Général). Le moine-pèlerin, selon la tradition, est accompagné de son chien ... un charmant cocker, portrait fidèle, dit-on, du chien du donateur.
La chapelle Saint-Marcellin est très ancienne. Son édification daterait du IXe siècle. Elle aurait abrité les reliques de saint Marcellin, déposées en 860 par des moines de l'abbaye Saint-Sauveur de Redon. Elle cache une fontaine miraculeuse. Un montage audio raconte l'histoire des lieux. On peut la visiter.
Le moulin à vent de Grées date du début du XIXe siècle. Le moulin comporte 3 étages et son toit est en ardoise.
Le plan d'eau sur la Chère au sud du bourg autour duquel a été aménagé un itinéraire pédestre appelé « La Chapelle Saint Marcellin à Mouais ».
Plusieurs calvaires en pierre de schiste, et un moulin avec roue à aubes, complètent le patrimoine de la commune.